# 濟盧佩
濟盧佩是拉脫維亞的城鎮，位於該國東部，距離雷澤克內55公里，毗鄰與俄羅斯接壤邊境，面積5平方公里，2011年人口1,748，其中超過一半居民是俄羅斯人。